# Aaron Yoo
Aaron Yoo (New Jersey, 12 mei 1979) is een Amerikaanse acteur van Koreaanse afkomst. Hij speelde onder meer Ronnie in Disturbia en verscheen in de op ware gebeurtenissen gebaseerde film 21 als Choi, een van de studenten van MIT die jarenlang blackjack speelden volgens een wiskundige strategie.
Yoo schreef in de eerste vijf jaar van zijn acteercarrière voornamelijk filmrollen achter zijn naam, maar speelde in 2006 ook even in de televisieserie The Bedford Diaries, dat nog voor het einde van seizoen één stopgezet werd. Hij speelde eenmalige gastrollen in onder meer Law & Order: Special Victims Unit (2004) en ER.

## Filmografie
- Gamer (2009)
- Labor Pains (2009)
- The Good Guy (2009)
- Friday the 13th (2009)
- Nick and Norah's Infinite Playlist (2008)
- 364 Cranes (2008)
- 21 (2008)
- The Wackness (2008)
- Disturbia (2007)
- American Pastime (2007)
- Rocket Science (2007)
- Dry Clean Only (2006)
- Things That Go Bump in the Night (2005)
- The Franklin Abraham (2004)

## Televisieseries
- StartUp (2016-2018)
- The Tomorrow People (2013-2014)
- The Bedford Diaries (2006)